# Chambéon
Chambéon ist eine französische Gemeinde im Département Loire in der Region Auvergne-Rhône-Alpes (vor 2016 Rhône-Alpes). Sie gehört zum Arrondissement Montbrison und zum Kanton Feurs. Sie grenzt im Nordwesten an Poncins, im Nordosten an Feurs, im Osten an Saint-Laurent-la-Conche, im Süden an Magneux-Haute-Rive und im Südwesten an Mornand-en-Forez.

## Bevölkerungsentwicklung
| Jahr                       | 1962 | 1968 | 1975 | 1982 | 1990 | 1999 | 2008 | 2017 |
| -------------------------- | ---- | ---- | ---- | ---- | ---- | ---- | ---- | ---- |
| Einwohner                  | 334  | 357  | 250  | 281  | 360  | 369  | 462  | 562  |
| Quellen: Cassini und INSEE |      |      |      |      |      |      |      |      |

## Sehenswürdigkeiten

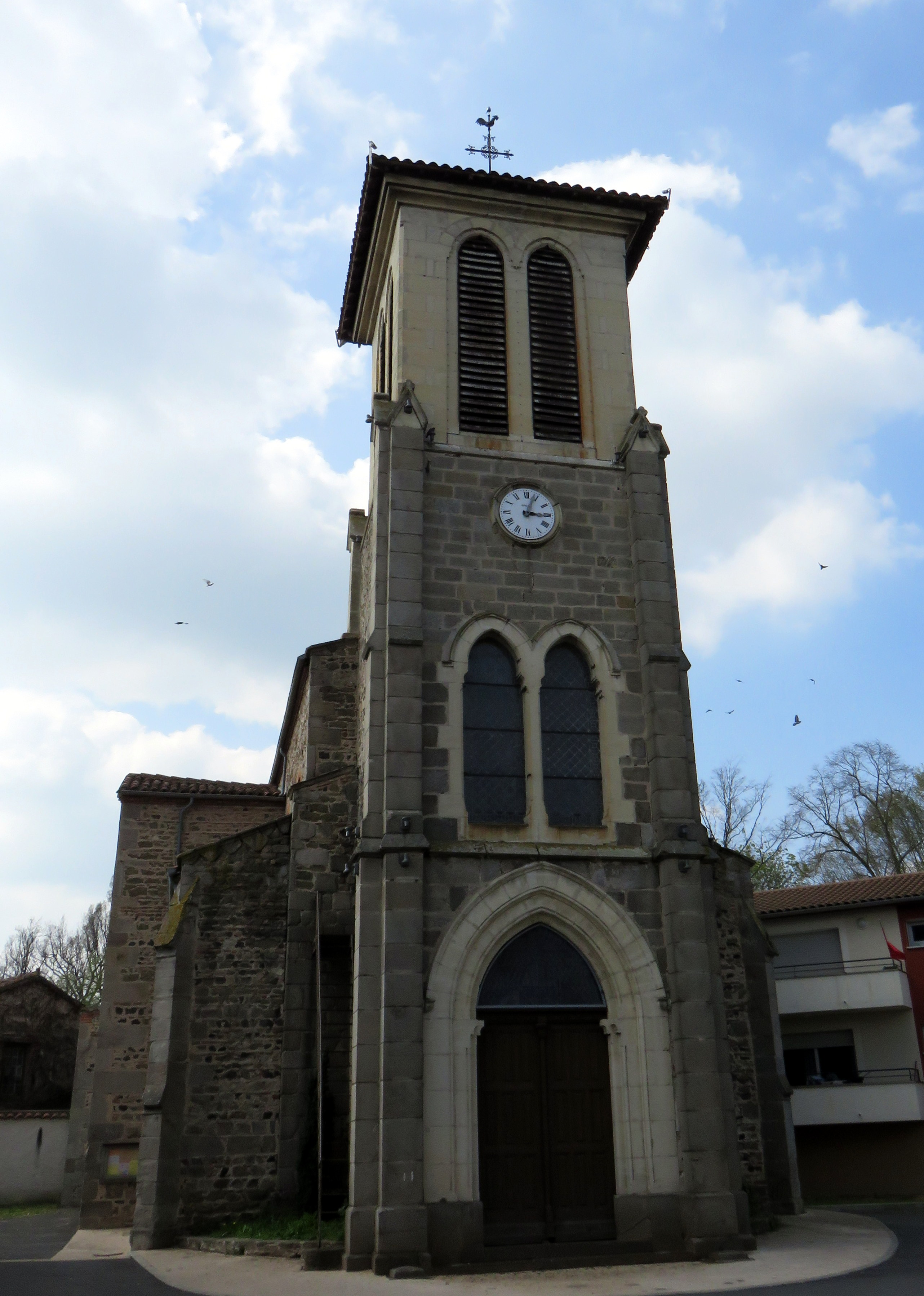
Kirche Saint-Étienne
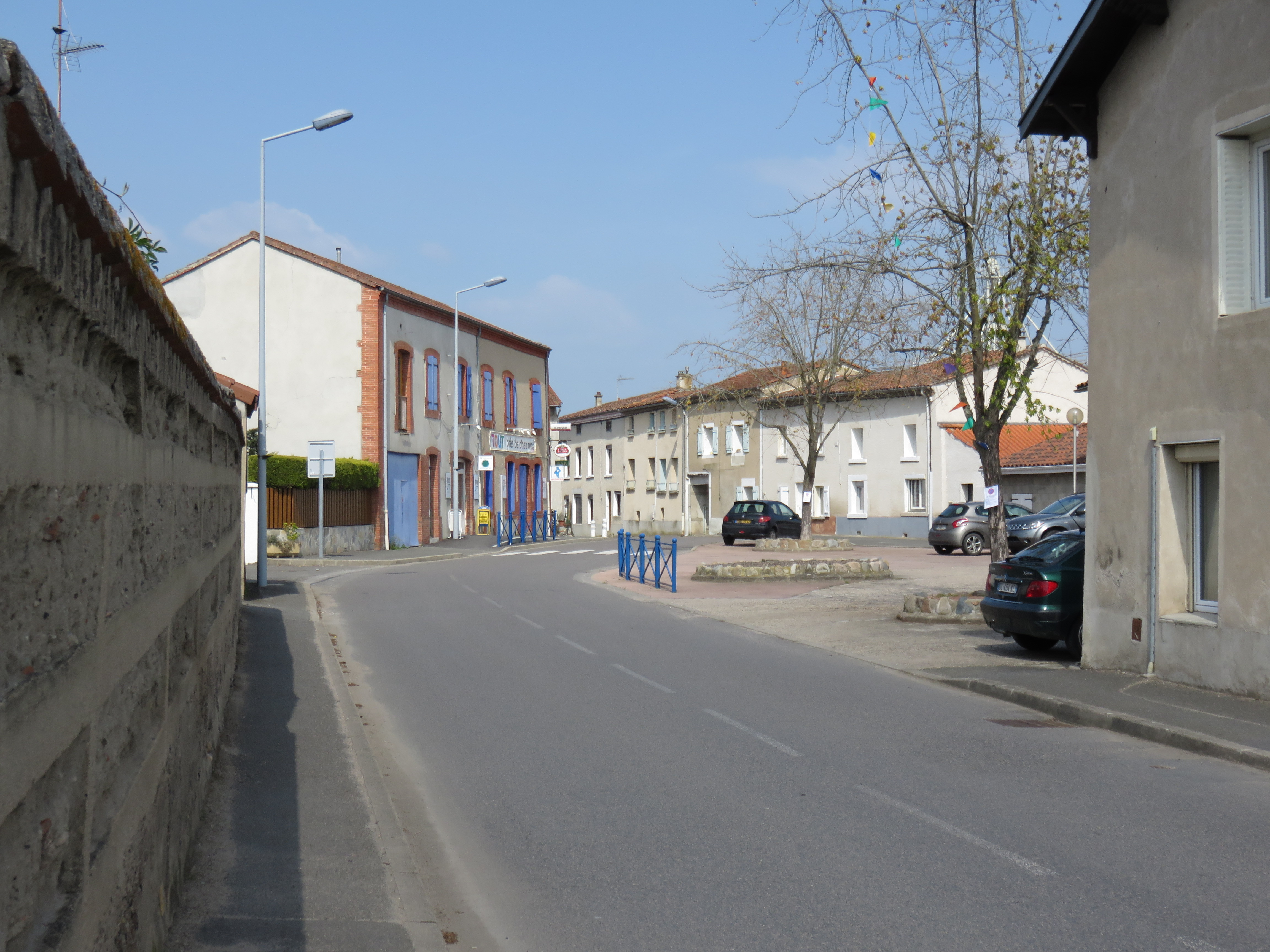
Kriegerdenkmal

- Kirche Saint-Étienne
- Zentral gelegener Platz an der Départementsstraße 107